# Acrotylus crassus
Acrotylus crassus är en insektsart som beskrevs av Henri Saussure 1884. Acrotylus crassus ingår i släktet Acrotylus och familjen gräshoppor. Inga underarter finns listade i Catalogue of Life.